# Grande route lituanienne
 (décembre 2021).

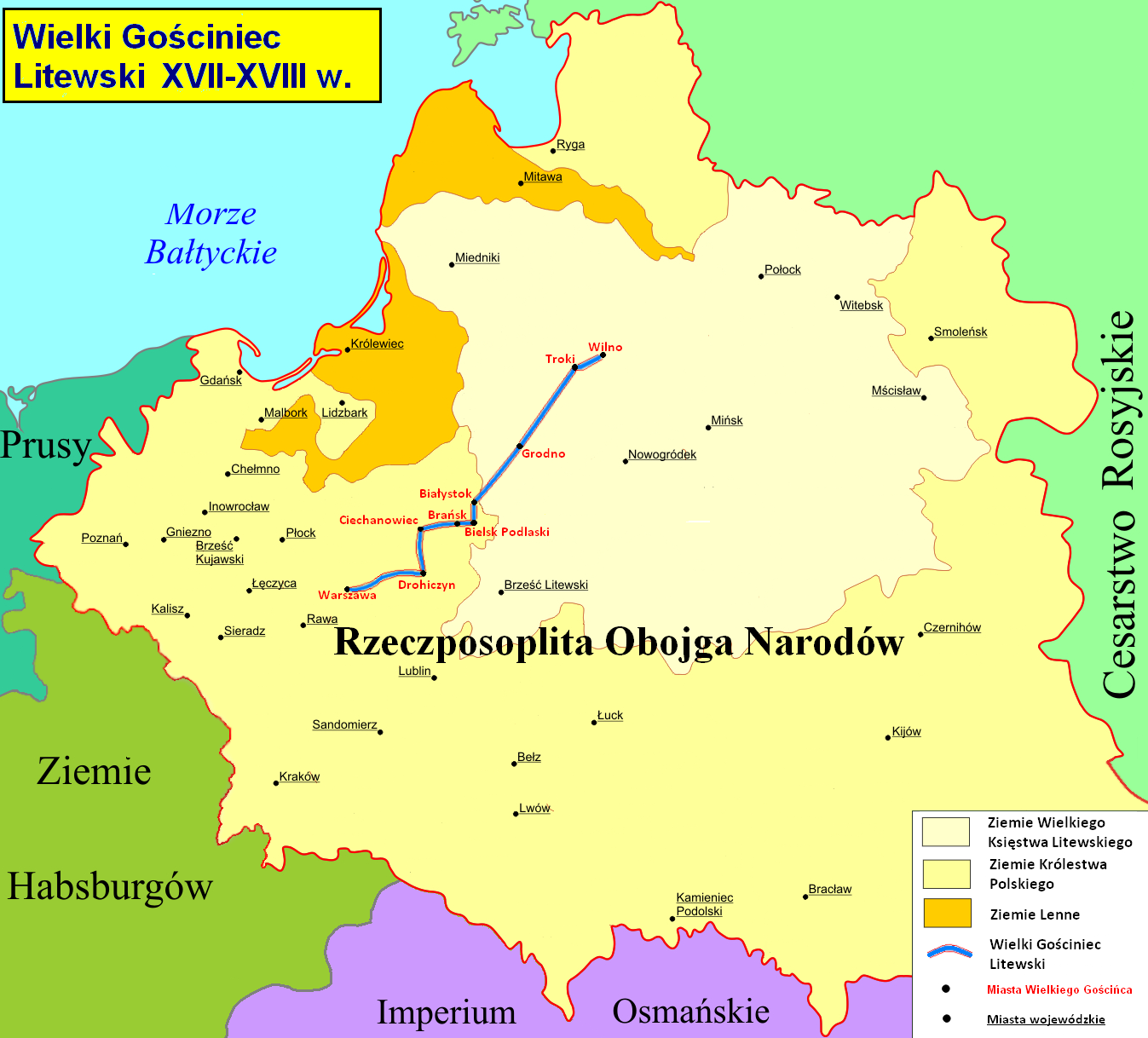
Tracé de la Grande Route Lituanienne au sein de la république des Deux Nations

La Grande Route lituanienne (en lituanien : Didysis Lietuvos kelias, en polonais : Wielki Gościniec Litewski) était l'une des routes les plus importantes du république des Deux Nations. Elle reliait la ville de Varsovie, capitale de facto de la république des Deux Nations,,,,,,,, à la capitale du grand-duché de Lituanie, Vilnius.
La route partait de Varsovie, traversait Węgrów, Sokolow Podlaski, Drohiczyn, Ciechanowiec, Bielsk Podlaski, Białystok, et traversait les villes lituaniennes de Supraslė, Sokulka, Gardinas, Druskininkai et Trakai, se terminant à Vilnius. De la capitale lituanienne, la route s'est poursuivie jusqu'à Moscou, tandis que Varsovie était reliée à la plupart des grandes villes d'Europe centrale par des routes.
La route remonte au XIIIe siècle, mais son apogée a eu lieu au XVIIIe siècle, lorsqu'un service postal régulier a été lancé sous le règne d'Auguste II. À cette époque, des stations postales permanentes ont été établies le long de la Grande Route lituanienne. Ces stations ont été financées par les communes situées le long du tracé.
Plusieurs voyageurs étrangers ont décrit la Grande Route lituanienne. Parmi eux, Georg Forster l'a empruntée en 1784 pour se rendre à l'université de Vilnius.

## Sources
- Polska stanisławowska w oczach cudzoziemców, t. 1–2, oprac. W. Zawadzki, Varsovie 1963.
- Słownik Geograficzny Królestwa Polskiego i innych krajów słowiańskich, t. I-XV, Varsovie 1880-1902.
- 400 lat poczty polskiej, Warszawa, 1958
- L. Zimowski, Geneza i rozwój komunikacji pocztowej na ziemiach polskich, Warszawa, 1972
- Dzieje Sokołowa Podlaskiego i jego regionu, Warszawa, 1982